# Thrones
Thrones è il progetto solista di Joe Preston, bassista che ha fatto parte di varie band (Earth (1991-1993), i Melvins (1991-1992), i Men's Recovery Project, The Need (2000), High on Fire e Sunn O))).

## Biografia
Il progetto Thrones nasce nel 1994, con la produzione di una cassetta per la casa discografica Punk in my Vitamin?. Subito dopo viene pubblicato il 7" The Reddleman, e un singolo split con i Behead The Prophet, No Lord Shall Live. Nel 1996, Thrones firma con la Communion Records, per la quale pubblica l'album Alraune. Successivamente firma con la Kill Rock Stars e pubblica il singolo The Suckling e la compilation Some Songs. Nel 1999 pubblica l'EP White Rabbit, seguito da Sperm Whale nel 2000 (EP). Questi due ultimi EP faranno parte del CD Sperm Whale. Nel 2005, una compilation di materiale vario dal 1994 al 2001 viene pubblicato dalla Southern Lord Records, con il titolo Day Late, Dollar Short. La musica di Thrones si può identificare come rock sperimentale.

## Discografia
- 1996 - Alraune - Communion Records
- 2000 - Sperm Whale - Kill Rock Stars
- 2000 - Thrones - Kill Rock Stars
- 2005 - Day Late, Dollar Short - Southern Lord Records